# جوزفين أوتشوا
جوزفين أوتشوا (بالإنجليزية: Josephine Ochoa)‏ هي متسابقة ملكة الجمال أمريكية، ولدت في 8 ديسمبر 1992 في لوس أنجلوس في الولايات المتحدة.